# Ichneumon caeruleator
Ichneumon caeruleator är en stekelart som beskrevs av Georg Wolfgang Franz Panzer 1804. Ichneumon caeruleator ingår i släktet Ichneumon och familjen brokparasitsteklar. Inga underarter finns listade i Catalogue of Life.